# Karl-Heinz Priese
Karl-Heinz Priese (né le 25 juin 1935 à Ziesar, mort le 27 janvier 2017) est un égyptologue, archéologue du soudan et méroïtiste allemand. En tant que conservateur et directeur du Musée égyptien de Berlin et de la collection de papyrus de 1978 à 2000, il a rendu des services durables à l'histoire d'après-guerre de ce musée d'envergure internationale.

## Biographie
Karl-Heinz Priese a exploré sa région natale autour de Ziesar dès son enfance et son adolescence. Il passe son baccalauréat au lycée Schulpforta de Naumburg, qui avait déjà été fréquenté par d'autres égyptologues de renom et directeurs de la collection d'antiquités de Berlin, Karl Richard Lepsius et Rudolf Anthes. C'est à la bibliothèque de l'école qu'il découvre les anciens volumes de la « Zeitschrift für Ägyptische Sprache und Altertumskunde », qui éveillent son intérêt pour l'égyptologie. Après avoir obtenu son baccalauréat, il étudie l'égyptologie en branche principale à l'université Humboldt de Berlin de 1954 à 1958. Il est ensuite assistant, puis maître-assistant à l'Institut d'égyptologie de l'université jusqu'en 1978. De 1960 à 1969, il participe à l'expédition Butana ainsi qu'à des fouilles dans le cadre des expéditions au Soudan de l'université Humboldt de Berlin sous la direction de Fritz Hintze à Musawwarat es-Sofra au Soudan. Les dessins qu'il y réalise témoignent d'une grande habileté artistique et constituent encore aujourd'hui une base de recherche importante. Sa thèse A de 1964, sous la direction de Fritz Hintze, porte sur « Le matériel linguistique méroïtique dans les inscriptions égyptiennes du royaume de Koush », et sa thèse B de 1974, également sous la direction de Fritz Hintze, sur des études de topographie de la vallée du Nil « éthiopienne » dans l'Antiquité et sur la langue méroïtique. Priese est devenu un spécialiste de l'histoire, de l'histoire culturelle et de la langue du royaume de Koush.
À partir de 1978, Priese est conservateur (chef de département) au Musée égyptien et à la collection de papyrus des Musées d'État de Berlin. Il échange son poste de collaborateur scientifique à l'université avec Steffen Wenig, qui était jusqu'alors conservateur au musée. Il continue à enseigner à l'université Humboldt jusqu'à sa retraite, notamment dans le domaine des langues nubiennes (méroïtique et vieux nubien). Depuis 1988, il est directeur du musée, succédant à Wolfgang Müller. Peu après son entrée en fonction, il entreprend une révision de la collection, dont les pertes de guerre n'avaient pas encore été étudiées de manière adéquate. De plus, il entretient des liens actifs avec des instituts de recherche en dehors de la RDA, dont la collection d'antiquités de Berlin-Ouest, qui abritait également une partie de l'ancienne collection. Il accomplit tout cela dans les conditions problématiques typiques d'un tel travail en RDA. Comme son prédécesseur, Priese a toujours maintenu la collection de Berlin-Est ouverte aux chercheurs allemands et étrangers, ce qui lui a permis de s'intégrer au niveau international. Des liens particulièrement étroits ont été établis avec le Roemer- und Pelizaeus-Museum de Hildesheim et son directeur d'alors, Arne Eggebrecht. Grâce à ces liens, le musée de Berlin-Est a prêté pas moins de soixante objets de grande qualité pour la grande exposition temporaire de Hildesheim « L'ascension de l'Égypte au rang de puissance mondiale » en 1987 - une démarche tout sauf habituelle à l'époque. Priese joue un rôle décisif dans la nouvelle conception du musée dans le cadre de la transformation du Bode-Museum, qui abritait alors la collection de Berlin-Est. Ce concept moderne pour l'époque est accueillie très favorablement, tout comme le guide qu'il a rédigé. Tout comme le catalogue illustré publié en 1991, il est encore utilisé aujourd'hui. Avant la réouverture, il conçoit avec Ingeborg Müller une exposition spéciale d'art égyptien de Berlin pour le Japon. Celle-ci est présentée dans cinq villes et attire plus d'un demi-million de visiteurs. De même, pour les expositions « Égypte. Dieux, tombes et art - 4000 ans de croyance en l'au-delà » à Linz (1989), « Il senso dell'arte nell'antico Egitto » à Bologne (1990), « Egypt's dazzling sun » à Cleveland (1992), « Muinainen Egypti » à Tampere (1993) et « Sudan. Antike Könreiche am Nil » à Munich (1996), des prêts notables ont été accordés durant cette période.
Après 1990, Priese forme une double direction avec Dietrich Wildung. Après 1989, il peut désormais recenser l'ensemble des collections berlinoises, ce qui est largement achevé jusqu'à son départ à la retraite en 2000. Outre l'inventaire, Priese se consacre notamment à la conception d'expositions temporaires qui permettent de mettre en valeur les fonds temporairement inaccessibles à l'Est comme à l'Ouest. Après son départ à la retraite, Dietrich Wildung reste le seul directeur de la collection, qui est réunie physiquement à partir de 2009. Même après sa retraite, Priese reste collaborateur bénévole du musée jusqu'à son décès inattendu. Sa connaissance des collections a par exemple été particulièrement précieuse lors de la conception de la nouvelle exposition permanente en 2009. C'est à son initiative et grâce à sa planification que les trois chambres d'offrandes de l'Ancien Empire ont été réaménagées. En 1984 déjà, un moulage en plâtre coloré de la chambre des victimes de Mérib a été intégré dans la présentation de la collection de Berlin-Est en commémoration du centenaire de la mort de Karl Richard Lepsius. Priese a également contribué à l'examen et au classement des archives en vue d'une numérisation des fonds. Bien que Günther Roeder ait commencé à rassembler les archives dans des enveloppes C-6 brunes, celles-ci ont reçu le nom interne de « sacs de Priese » en raison de l'intense activité de Priese avec le matériel. Il a également fait partie de l'équipe qui a élaboré le concept du Nouveau Musée qui devait être reconstruit. Il est considéré comme le directeur de la collection qui lui a redonné son identité après la Seconde Guerre mondiale.
Priese est un spécialiste reconnu du Soudan de l'Antiquité, en particulier du Royaume de Koush et de sa capitale Méroé. Il est considéré comme l'un des meilleurs spécialistes internationaux, en particulier de la langue méroïtique. En 1992, il publie « Das Gold von Meroe », un ouvrage fondamental sur ce sujet. Outre l'égyptologie et l'archéologie soudanaise, Priese mène également des recherches au niveau local et est un expert reconnu des épitaphes médiévales de la région de Berlin-Brandebourg. Là encore, il se distingue par sa minutie dans le recensement, la documentation et l'étude, posant ainsi les bases de l'étude de ce type de monument dans la région. Comme lorsqu'il était écolier, il se déplace souvent à vélo ou en transports en commun pour faire des relevés de ces monuments ou pour rechercher des sources dans les archives. Priese possède l'une des archives les plus complètes sur ce sujet, contenant des photographies, des dessins ainsi que des documents écrits. Là aussi, il a publié à plusieurs reprises les résultats de ses recherches.

## Publications
- Das meroitische Sprachmaterial in den ägyptischen Inschriften des Reiches von Kusch (Le matériel linguistique méroïtique dans les inscriptions égyptiennes du royaume de Koush), Berlin, 1965.
- Studien zur Topographie des « äthiopischen » Niltales im Altertum und zur meroitischen Sprache (Études sur la topographie de la vallée du Nil « éthiopienne » dans l'Antiquité et sur la langue méroïtique), Berlin, 1971.
- Die Opferkammer des Merib (La chambre des offrandes de Mérib), Ägyptisches Museum und Papyrussammlung, Berlin, 1984.
- Das Ägyptische Museum. Wegleitung (Le Musée égyptien. Guide de la visite), Ägyptisches Museum und Papyrussammlung, Berlin, 1989.
- avec Liane Jakob-Rost, Evelyn Klengel-Brandt, Joachim Marzahn, Ralf-Bernhard Wartke, Max Kunze, Arne Effenberger, Pergamon- und Bodemuseum (auch = Sonderhefte zur Antiken Welt). von Zabern, Mainz 1990,  (ISBN 3-8053-1289-X) (édition musée),  (ISBN 3-8053-1186-9) (édition librairie).
- éditeur, Ägyptisches Museum, von Zabern, Mainz, 1991,  (ISBN 3-8053-1184-2) (édition librairie),  (ISBN 3-8053-1230-X) (édition musée).
- Das Gold von Meroe (L'or de Méroé), von Zabern, Mainz, 1992,  (ISBN 3-8053-1480-9) ; édition anglaise : The Gold of Meroe, von Zabern, Mainz, 1993,  (ISBN 0-87099-684-3).